# Janče
Janče este o localitate din comuna Ljubljana, Slovenia, cu o populație de 28 de locuitori.